# 克罗地亚护照
克羅埃西亞護照 ，是簽發給克羅埃西亞公民的國際旅行文件。護照具有證明克羅埃西亞公民的功能。由該國內政部發行，對於在外僑民則由駐外使領館發行。克國護照有效期限為五年或十年，不得更新。所有克羅埃西亞公民也是歐盟公民，護照及身分證允許其在歐洲經濟區及瑞士境內自由旅行。
克羅埃西亞於2009年7月1日起開始簽發晶片護照。

## 持照人签证要求

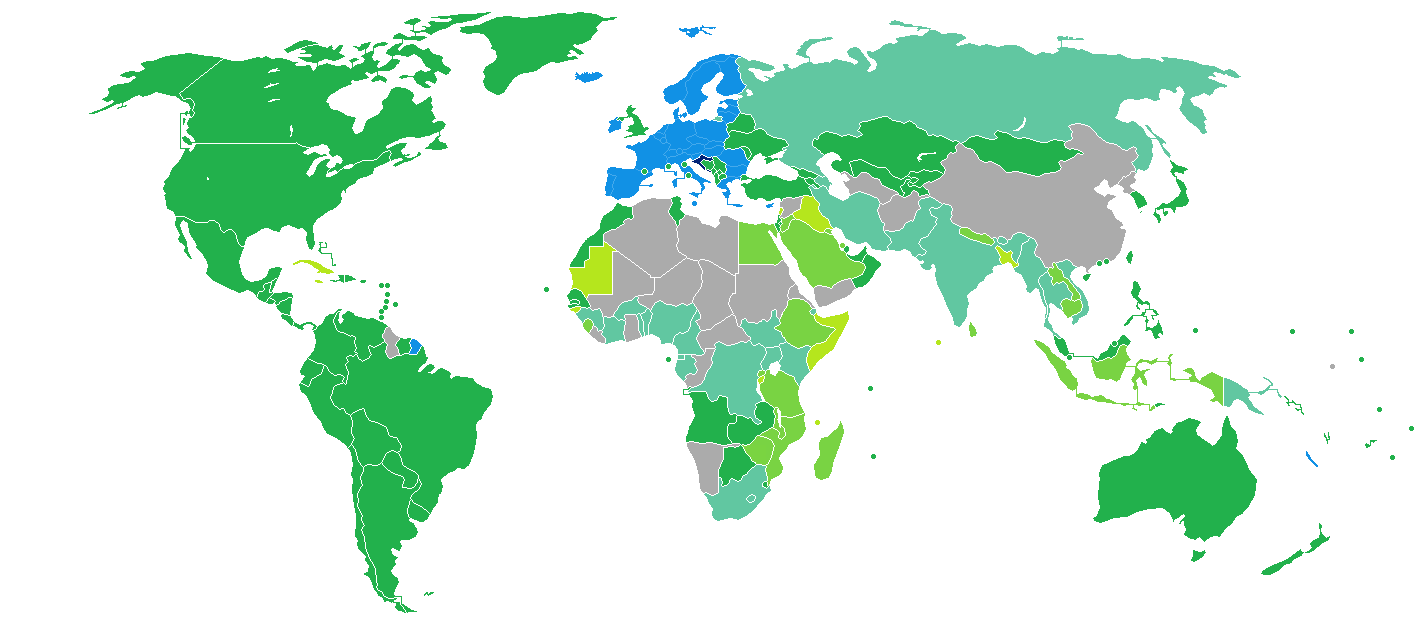
克罗地亚公民的签证要求

对克罗地亚公民的签证要求是其他国家的当局对克罗地亚公民的行政入境限制。
根据2025年1月8日发布的亨利护照指数，克罗地亚护照可免签证、落地签证或电子签证入境184个国家和地区，位居世界第11，与冰岛、斯洛伐克护照并列。

从2021年12月1日起，克罗地亚正式加入美国的免签证计划，成为第四十个可免签进入美国的国家。

## 外部連結
- Passport law （克羅埃西亞語）
- Visa requirements overview